# Calherodius
Calherodius – rodzaj ptaków z podrodziny czapli (Ardeinae) w obrębie rodziny czaplowatych (Ardeidae).

## Zasięg występowania
Rodzaj obejmuje gatunki występujące w środkowo-wschodniej Azji i Afryce Subsaharyjskiej.

## Morfologia
Długość ciała 50–56 cm.

## Systematyka

### Etymologia
- Calherodius: gr. καλος kalos „piękny”; ερωδιος erōdios „czapla”[5]. Gatunek typowy: Ardea leuconotus Wagler, 1927.
- Caloardea: gr. καλος kalos „piękny”; łac. ardea „czapla”[6]. Gatunek typowy: Ardea leuconotus Wagler, 1927.
- Oroanassa: gr. ορος oros, ορεος oreos „góra” (tj. Five-finger Mountain (obecnie Wuzhi Shān), Hajnan, Chiny); ανασσα anassa „królowa, dama”, od αναξ anax, ανακτος anaktos „król”[7]. Gatunek typowy: Nycticorax magnificus Ogilvie-Grant, 1899.

### Podział systematyczny
Do rodzaju należą następujące gatunki:
- Calherodius magnificus (Ogilvie-Grant, 1899) – czaplowron wspaniały
- Calherodius leuconotus (Wagler, 1827) – czaplowron białogrzbiety